# امیر بایرامی
امیر بایرامی (سوئدی: Burim Emir Bajrami زادهٔ ۷ مارس ۱۹۸۸) بازیکن فوتبال اهل سوئد است.

## تیم ملی
وی برای تیم ملی فوتبال سوئد ۱۸ بازی انجام داده و ۲ گل به ثمر رسانده‌است. پست تخصصی این بازیکن نیز، هافبک است.